# Red Bull Rampage
 (août 2016).

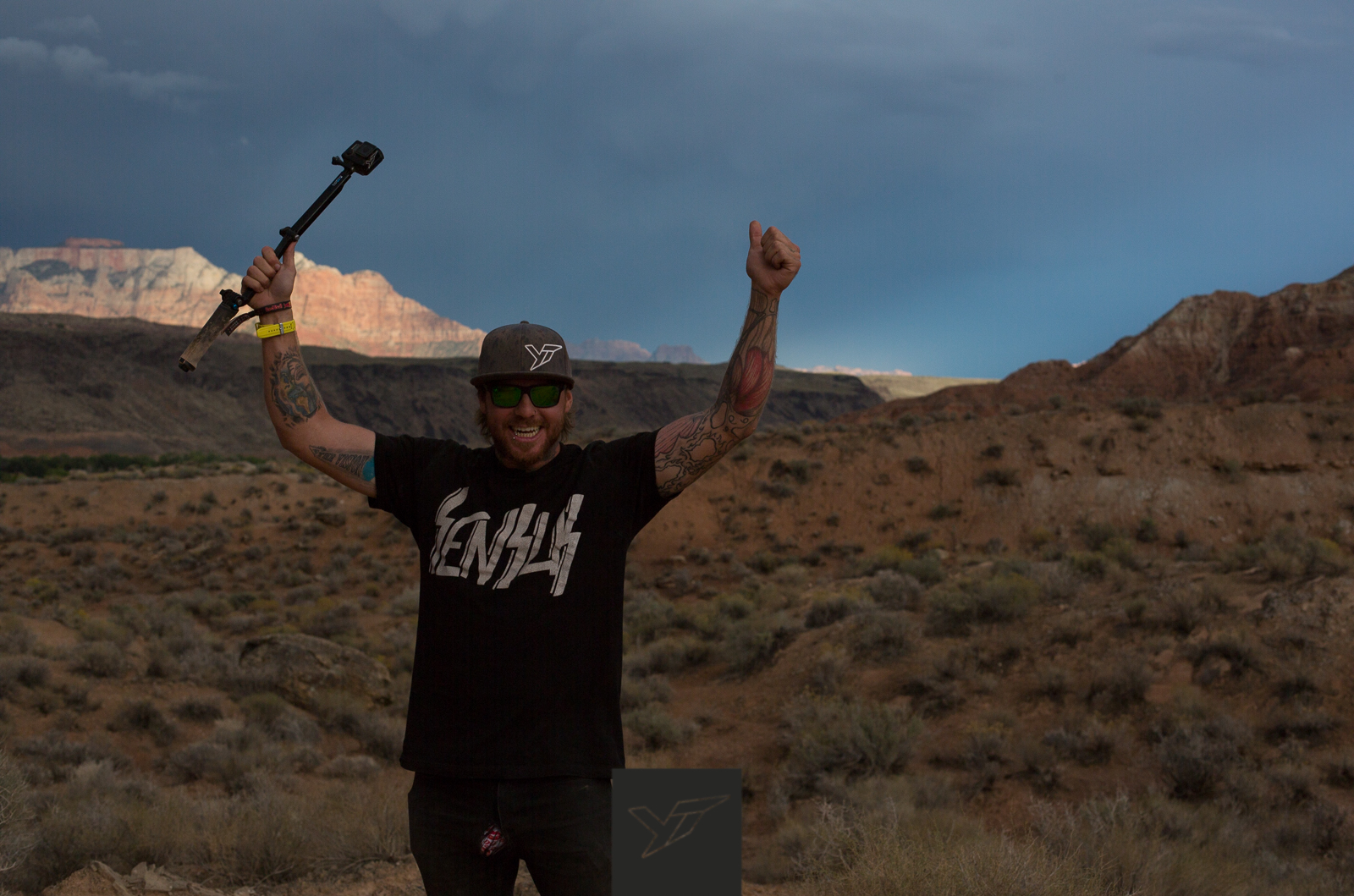
Red Bull Rampage 2015

Le Red Bull Rampage est une compétition de vélo freeride qui a lieu près du parc national de Zion (Utah, États-Unis).

## Histoire
La compétition a eu lieu de 2001 à 2004, puis fut annulée en raison des concurrents qui prenaient de plus en plus de risques. Après une pause de trois ans, le Rampage est revenu en 2008. En 2008, des éléments en bois ont été ajoutés à cet évènement qui se déroulait jusqu'alors en milieu « naturel ». La compétition se déroule habituellement en octobre.
L'événement est similaire au ski freeride et au snowboard, où les concurrents sont jugés sur leur choix de lignes vers le bas, le cours, leur capacité technique et la complexité des figures acrobatiques à la différence que les participants sont autorisées a modifier le terrain (shaper) afin de créer des plus grosses bosses, ornières ou gaps. Le Red Bull Rampage est devenu l'un des plus grands événements de vélo tout terrain de l'année. Lors de la première Rampage en 2001, le prix pour l'événement était de 8 000 $. En 2015, le montant total des prix est de 100 000 $.

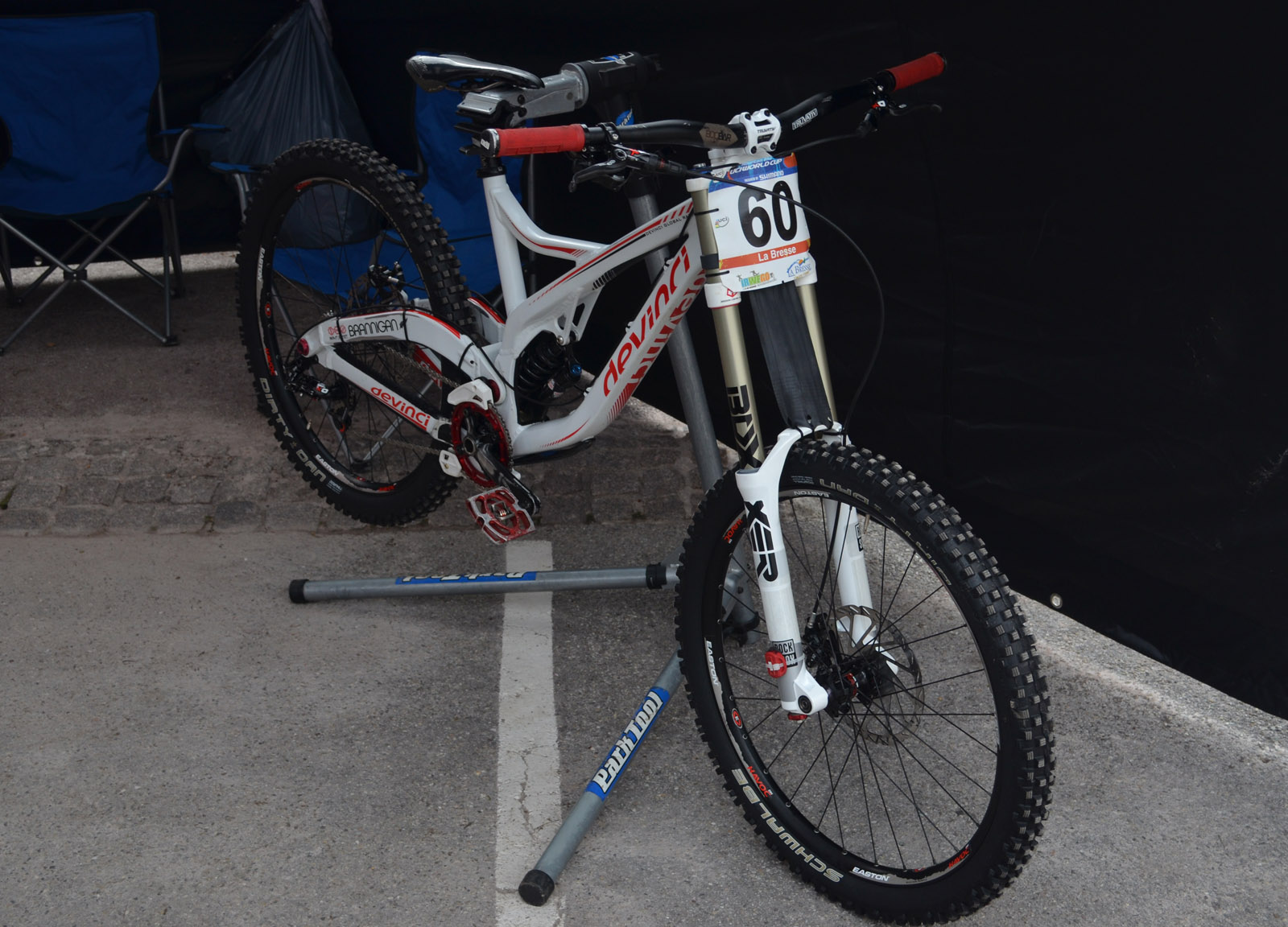
VTT Free-ride

## Résultats depuis 2021
|     | 2024 | 2023,               | 2022            | 2021,           |
| --- | ---- | ------------------- | --------------- | --------------- |
| 1er |      | Cameron Zink        | Brett Rheeder   | Brandon Semenuk |
| 2e  |      | Tom Van Steenbergen | Szymon Godziek  | Kurt Sorge      |
| 3e  |      | Carson Storch       | Brandon Semenuk | Reed Boggs      |

## Résultats 2010-2019
|     | 2019                | 2018              | 2017         | 2016            | 2015              | 2014              | 2013          | 2012           | 2010              |
| --- | ------------------- | ----------------- | ------------ | --------------- | ----------------- | ----------------- | ------------- | -------------- | ----------------- |
| 1er | Brandon Semenuk     | Brett Rheeder     | Kurt Sorge   | Brandon Semenuk | Kurt Sorge        | Andreu Lacondeguy | Kyle Strait   | Kurt Sorge     | Cameron Zink      |
| 2e  | Brett Rheeder       | Andreu Lacondeguy | Cameron Zink | Antoine Bizet   | Andreu Lacondeguy | Cameron Zink      | Kelly McGarry | Antoine Bizet  | Gee Atherton      |
| 3e  | Tom Van Steenberger | Ethan Nell        | Ethan Nell   | Carson Storch   | Graham Agassiz    | Brandon Semenuk   | Cameron Zink  | Logan Binggeli | Darren Berrecloth |